# Jean de Gliniasty
Jean de Gliniasty est un diplomate français, né le 27 septembre 1948 à Lyon. Il entre au ministère des Affaires étrangères en 1975. Il occupe plusieurs postes d'ambassadeur de France, à partir du début des années 2000 : au Sénégal (1999-2003), au Brésil (2003-2006), puis en Russie (2009-2013). Après son départ de la fonction publique, il devient consultant, enseignant et directeur de recherches à l'Institut de relations internationales et stratégiques (IRIS).

## Biographie
Jean de Gliniasty est diplômé de l'Institut d'études politiques de Paris (1971, section Service Public), titulaire d'une maîtrise de droit et d'une licence de lettres, et ancien élève de l'École nationale d'administration (promotion Léon Blum).
Il a été conseiller à la représentation permanente française auprès de l'Union européenne, consul général de France à Jérusalem, ambassadeur de France au Sénégal (1999-2003), ambassadeur de France au Brésil (2003-2006), et ambassadeur de France en Russie (2009-2013).
Il a occupé divers postes à l'administration centrale du ministère des Affaires étrangères (adjoint du chef du Centre d'analyse et de prévision, sous-directeur à la coopération économique, sous-directeur pour l'Afrique du Nord, directeur de la coopération scientifique, technique, éducative et du développement, directeur pour les Nations unies et les organisations internationales, directeur pour l'Afrique).
Il quitte la fonction publique en 2013.
Il juge « incompréhensible » l'absence du président Poutine aux cérémonies du D-Day en juin 2019 en Angleterre et en France.
Le 11 mars 2021, présenté en tant qu'expert, il affirme à l'agence TASS que « Le vaccin Spoutnik V est une réalisation scientifique, médicale et géopolitique exceptionnelle de la Russie »,.

## Décorations
- Officier de la Légion d'honneur  promu par décret du 11 juillet 2008[6] (chevalier du 26 février 1999).
- Commandeur de l'ordre national du Mérite promu par décret du 14 novembre 2012[7] (officier du 9 juin 2004).

## Publications
Jean de Gliniasty est l'auteur de divers articles (« Une certaine idée de la France » dans Le Monde diplomatique d'octobre 2017...) et de livres, dont :
- La Diplomatie au péril des valeurs (2017, éditions L'Inventaire) ;
- Géopolitique de la Russie : 40 fiches illustrées pour comprendre le monde (2018, éditions Eyrolles) ;
- Petite histoire des relations franco-russes (2021, éditions L'Inventaire).